# Biberach (Riß)
Biberach (Riß) – stacja kolejowa w Biberach an der Riß, w kraju związkowym Badenia-Wirtembergia, w Niemczech. Znajdują się tu 3 perony.